# Escambray

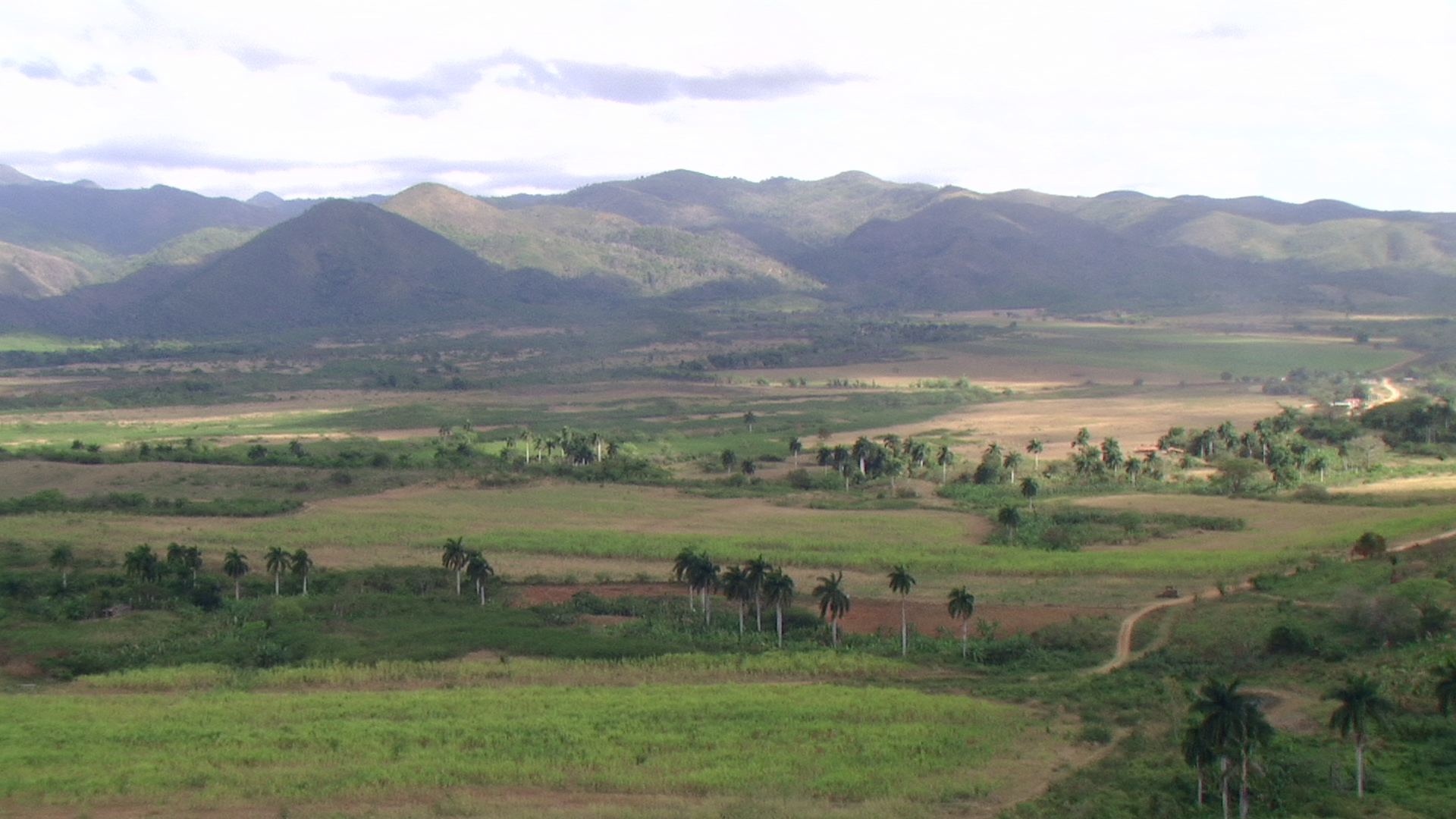
Paysage de l'Escambray.

Ne doit pas être confondu avec Escambray (journal) ou Escambray (théâtre).
L'Escambray ou massif de Guamuhaya est une région montagneuse située dans les provinces de Sancti Spíritus, Villa Clara et Cienfuegos, au centre de Cuba. Son point culminant est le pic San Juan qui atteint 1 140 mètres d'altitude. Foyer de l'insurrection au cours de la révolution cubaine, son nom est étroitement associé à celui de Che Guevara qui y installa son campement en 1958 et aux rébellions anti-castristes entre 1959 et 1965,.